# Acaster Malbis
Acaster Malbis is een civil parish in North Yorkshire in Engeland. Het ligt aan de Ouse, ten zuiden van York.
De naam kan komen van het Latijnse woord voor kamp, castra, wat zou kunnen duiden op de aanwezigheid van het Romeinse leger in vroeger tijden. Het dorp wordt in het Domesday Book genoemd als Acastre. Het Malbis gedeelde komt van de familie Malbis, die land had in de regio. Volgend een census uit 2001 had de parish een inwoneraantal van 578.